# Mølen
La plage de Mølen fait partie d'une moraine terminale datant de la période glaciaire vistulienne située dans la municipalité de Larvik, dans le comté de Vestfold, en Norvège.

## Description
Mølen est située sur le côté est de l'entrée du Langesundsfjord (en), proche de Nevlunghavn. C'est une partie du Raet, la vaste chaîne de la dernière période glaciaire qui s'étend de la Finlande à la Suède et le long de la côte norvégienne jusqu'à la péninsule de Kola. Au nord-est de Mølen, la crête morainique se jette dans la mer, puis traverse la péninsule de Brunlanes et le lac de Farriseidet. Le premier point dans le sud-ouest est Jomfruland à l'extérieur de Kragerø.

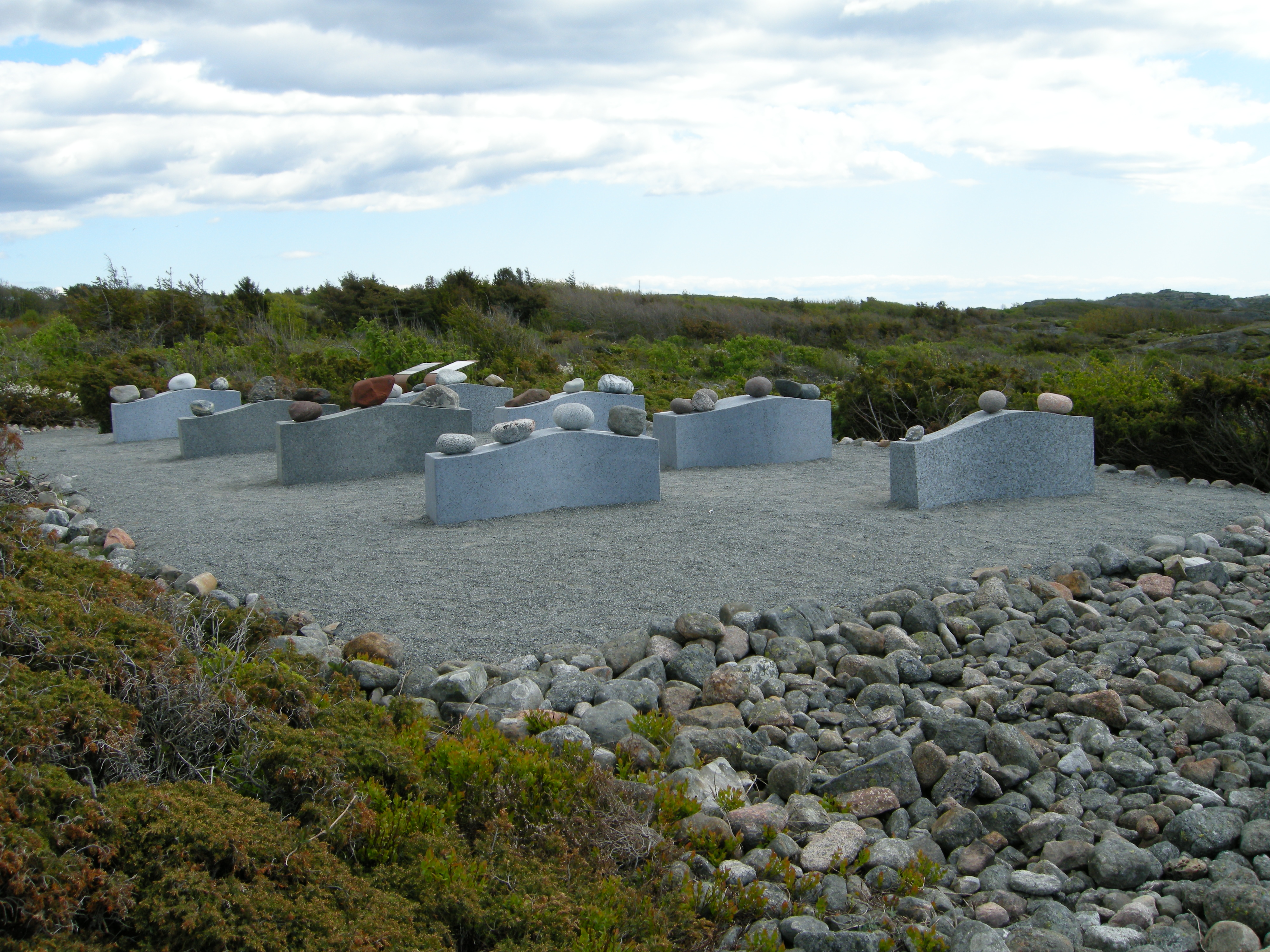
Géoparc à Bamble

Le toponyme vient du vieux norrois mǫl ("mur de pierre" ou "banc de pierre"), comparé au nouveau norrois mòl ("plage ou îles de galets sur le rivage").
Mølen est aussi connu pour ses nombreux tumulus funéraires. En juin 2008, le ministre Dag Terje Andersen a ouvert le premier Géoparc européen UNESCO, le Géoparc Gea Norvegica, englobant les municipalités de Larvin, Lardal, Bamble, Kragerø, Nome, Porsgrunn, Siljan et Skien.

## Géologie
Mølen fait partie du Raet, une moraine terminale du Dryas récent, fin de la dernière période glaciaire. Des masses plus fines et des pierres plus petites ont été lessivées et ont laissé la crête caractéristique de gros galets. Les pierres proviennent de roches provenant de grandes parties de l'est de la Norvège et montrent que la glace s'est déplacée dans la direction principale nord-sud. À Mølen, la roche solide est également visible par un promontoire sur la plage de galets. Le volcan lui-même en tant que paysage a disparu depuis longtemps, mais les roches sombres à Saltstein (proche de Kragerø) sont les vestiges d'un volcan bouclier rejeté et profondément érodé.
Les promontoires allongés de Saltstein sont constitués de couches alternées de lave et de cendres volcaniques. Les laves sont des roches sombres avec des taches blanches. Les taches blanches étaient à l'origine des espaces vésicaux remplis de gaz. Les cendres volcaniques peuvent être considérées comme des couches entre les laves individuelles et elles sont généralement très stratifiées et vertes ou brunâtres. Les cendres ont été créées par des explosions volcaniques. A l'extrême ouest de Saltstein, il y a environ un couche de 4 mètres d'épaisseur avec de grands et petits fragments de roche. Cette couche a été créée par une explosion volcanique géante. Des masses fondantes de basalte et de porphyre rhombique ont poussé à travers le volcan après que les laves se soient écoulées vers l'extérieur. Nous pouvons voir ces masses fondues aujourd'hui comme des couloirs est-ouest sur Saltstein.

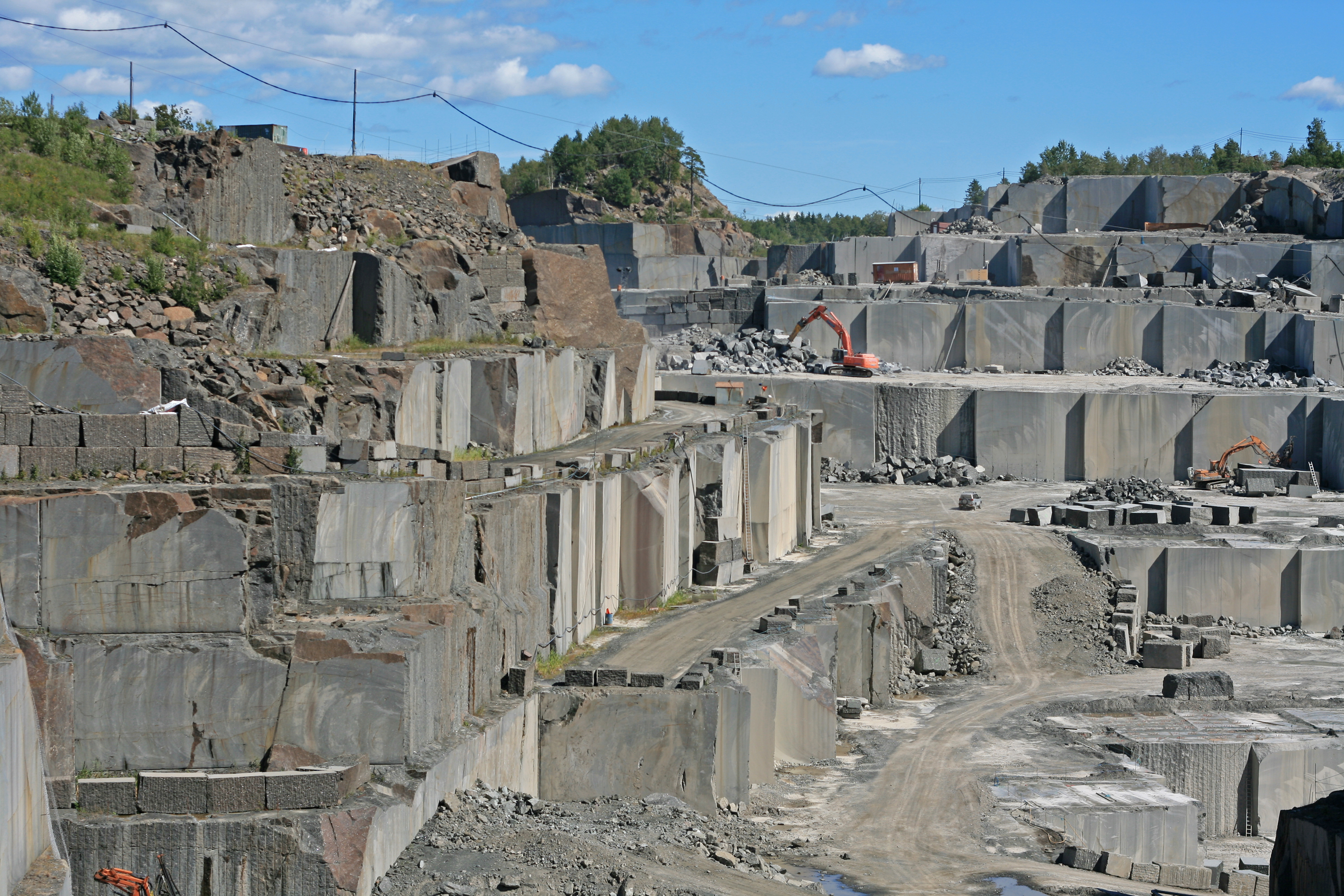
Carrière de Larvikite à Larvik

Au Carbonifère supérieur, il y avait du volcanisme basaltique au sud d' Oslo. C'était le premier volcanisme dans le champ d'Oslo. Les coulées de lave étaient similaires à celles que l'on trouve aujourd'hui sur les volcans de basalte, comme en Islande, l'Etna et Hawaï, mais le volcan de Brunlanes (proche de Larvik) a une composition très particulière que l'on retrouve aujourd'hui dans l'est du Congo près de la ville de Goma.
Les stries glaciaires, apparues par le décapage et le polissage du glacier, montrent que celui-ci s'est déplacé du nord au sud.
Mølen abrite plus d'une centaine d'espèces de roches, dont la pierre nationale de Norvège, la Larvikite, qui tire son nom de la région de Larvik,.

## Tumulus de Mølen
Le paysage culturel de Mølen, avec un total de 230 tumulus funéraires, est l'un des plus magnifiques de Norvège. Les chefs et les serviteurs sont enterrés ici sous de petits et grands tas de pierre. L'impressionnante collection de tertres funéraires et l'emplacement époustouflant de Nevlunghavn face à la mer font de l'ancien paysage de Mølen un trésor national.

## Aire protégée

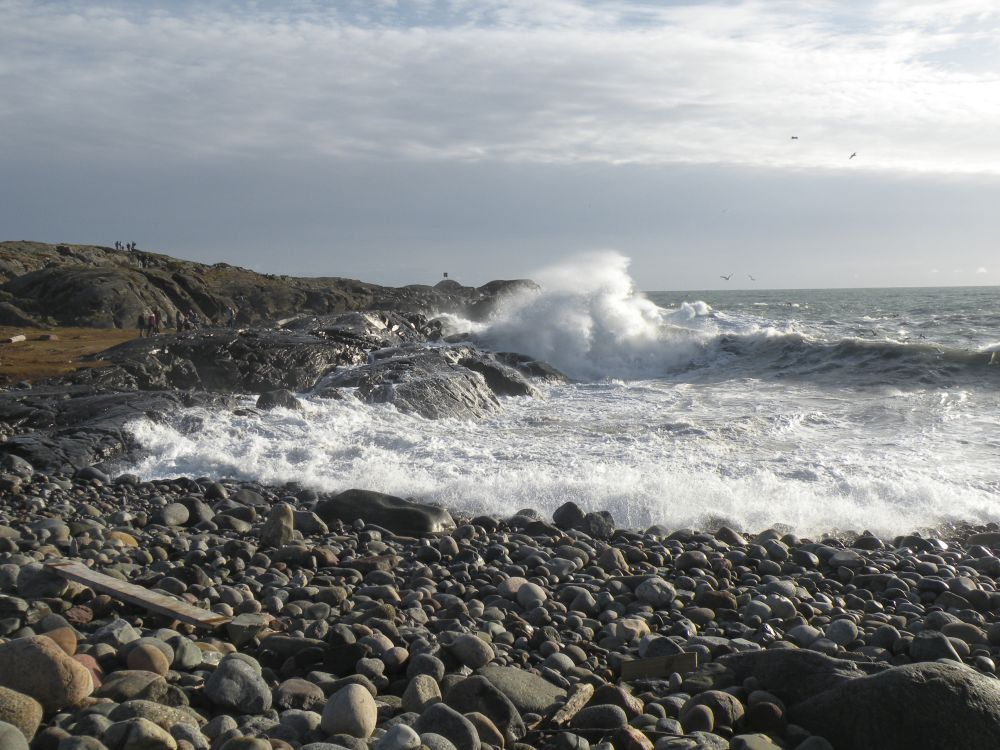
Plage de la zone de protection

La zone de Mølen est souvent utilisée comme lieu de repos par les oiseaux migrateurs au printemps et en automne, et 316 espèces d'oiseaux différentes ont été observées à Mølen (en février 2010). Elle a été créée en 1981 et se composent des plages et des vasières. Elle inclut la Réserve naturelle de Fugløyrogn et la réserve naturelle de Låven.

## Accessibilité
Le moyen le plus simple de se rendre à Mølen est de marcher le long du sentier côtier, depuis Nevlunghavn ou Helgeroa. Le sentier côtier fait partie du sentier de la mer du Nord, long de plus de 5 000 km, qui comprend des sentiers de randonnée côtiers en Norvège, en Suède, au Danemark, en Allemagne, aux Pays-Bas, en Angleterre et en Écosse.

## Galerie

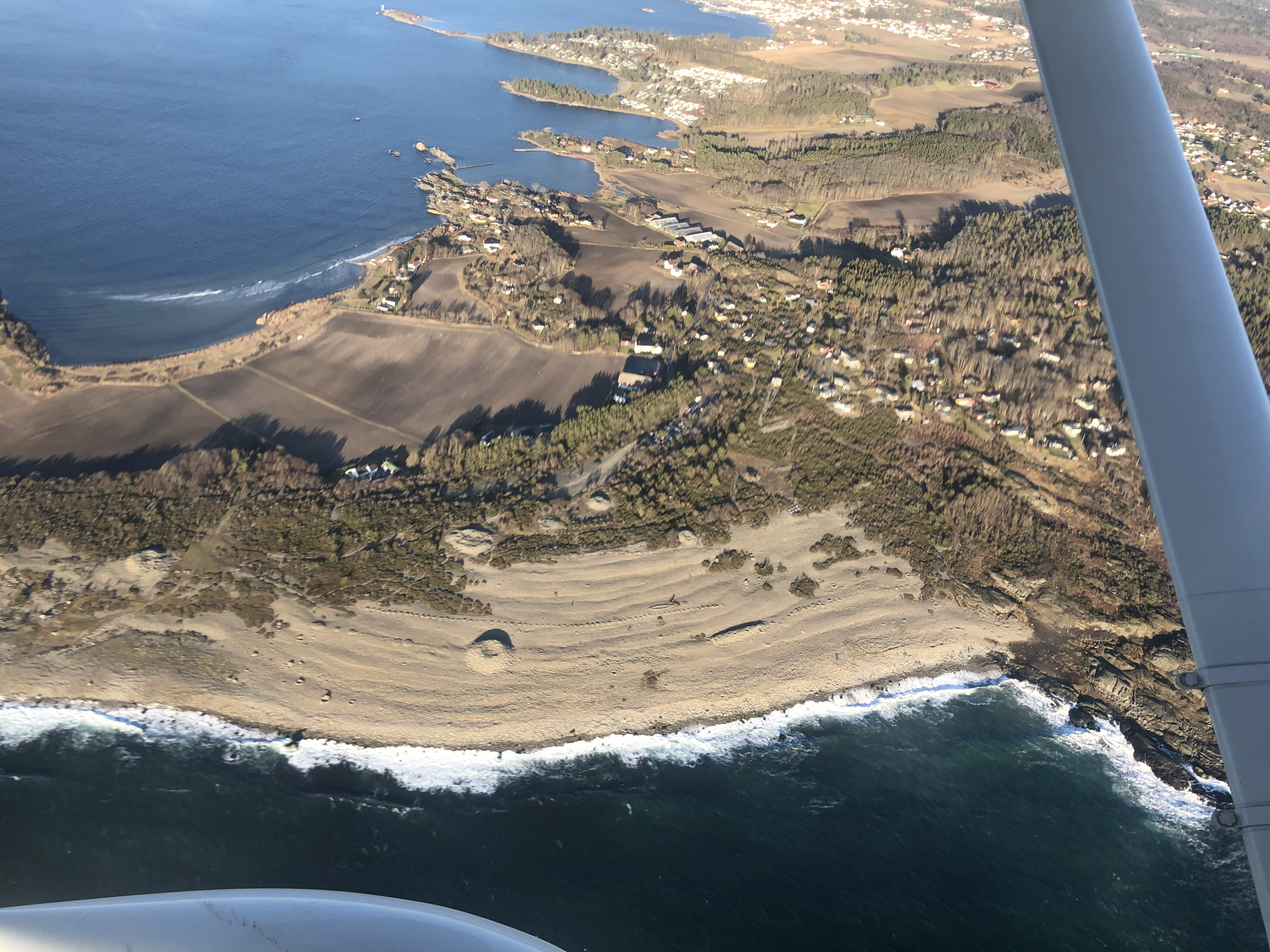
Plage de Mølen (vue d'avion)
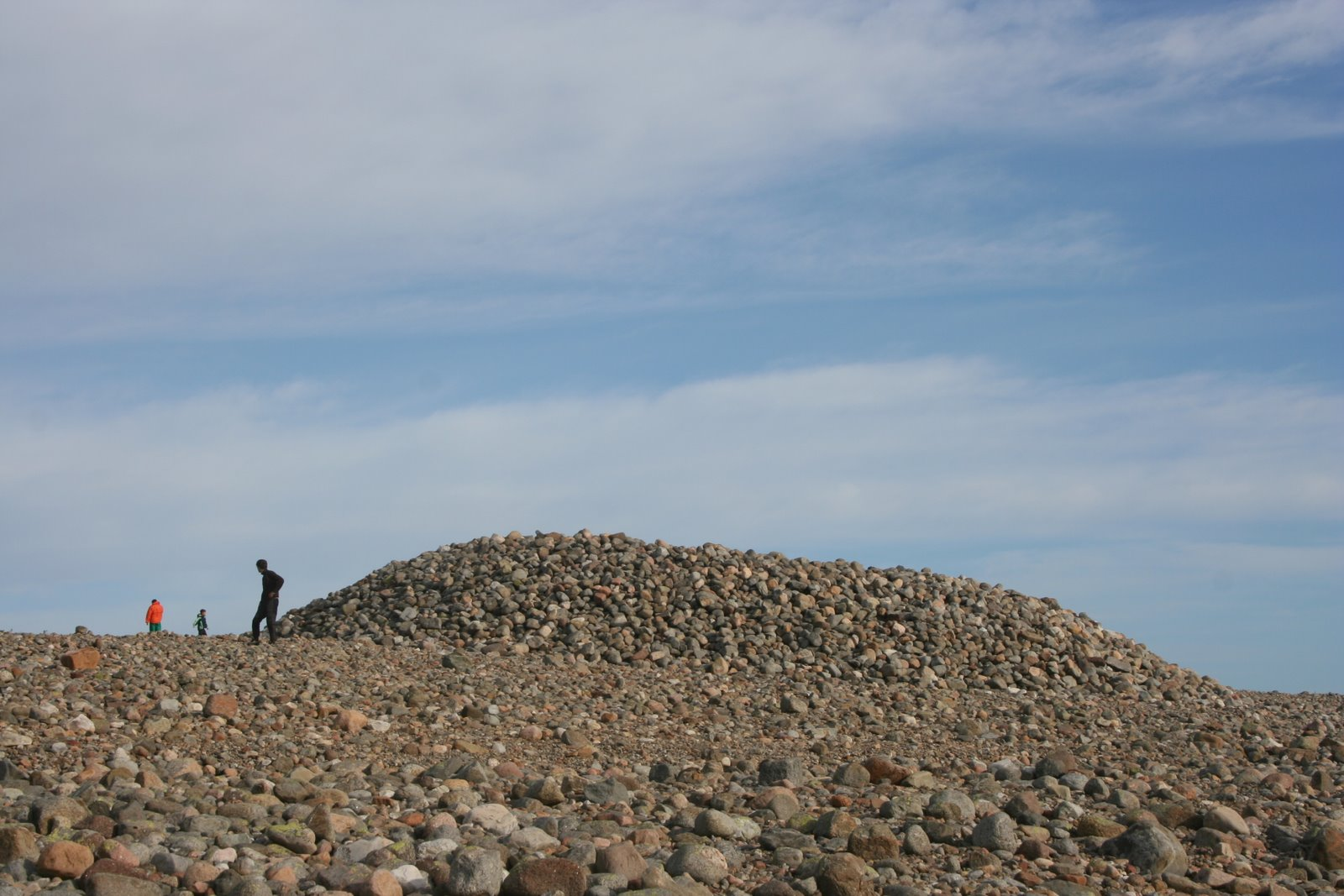
Tumulus à Mølen
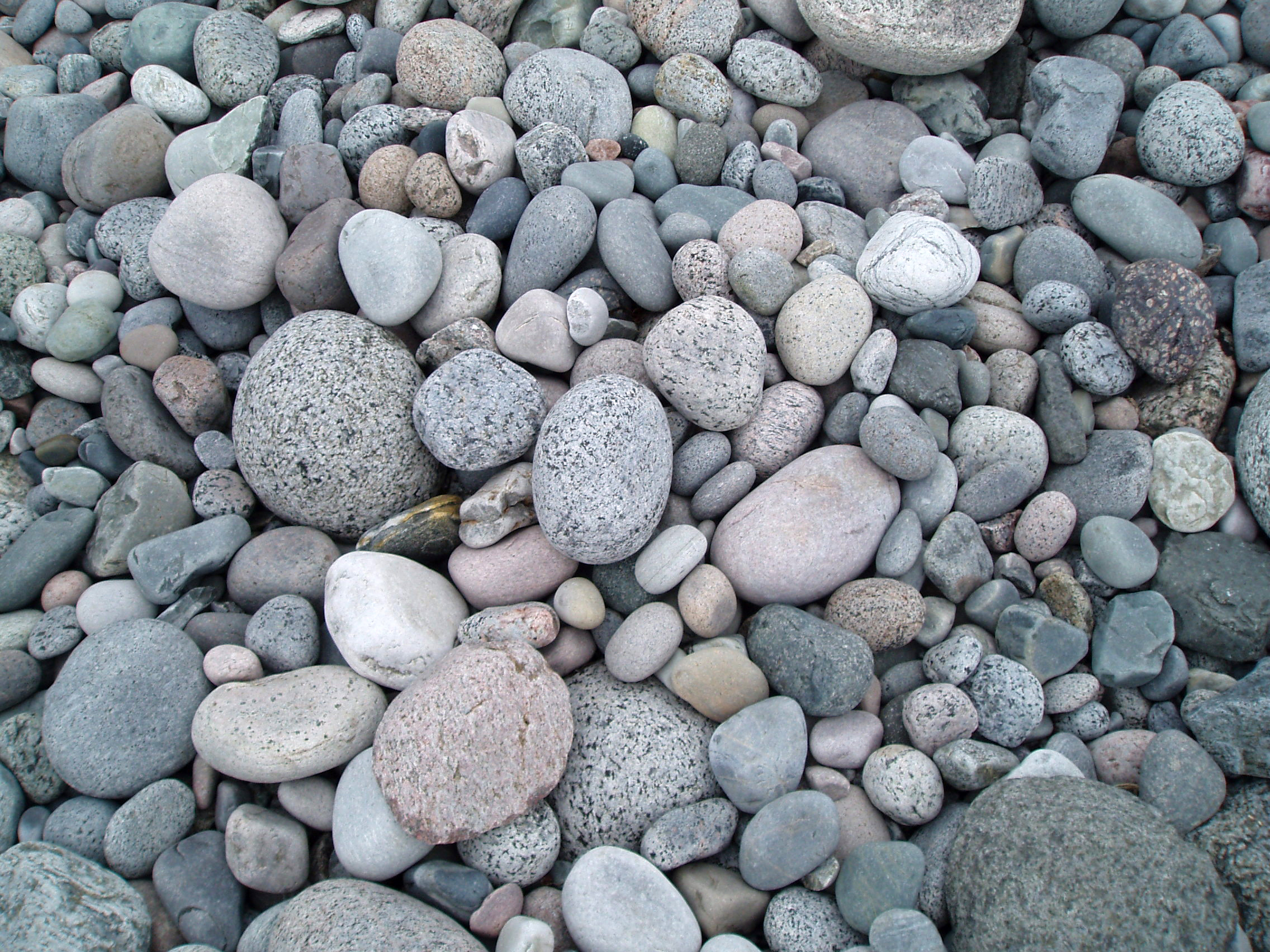
Détail des galets à Mølen
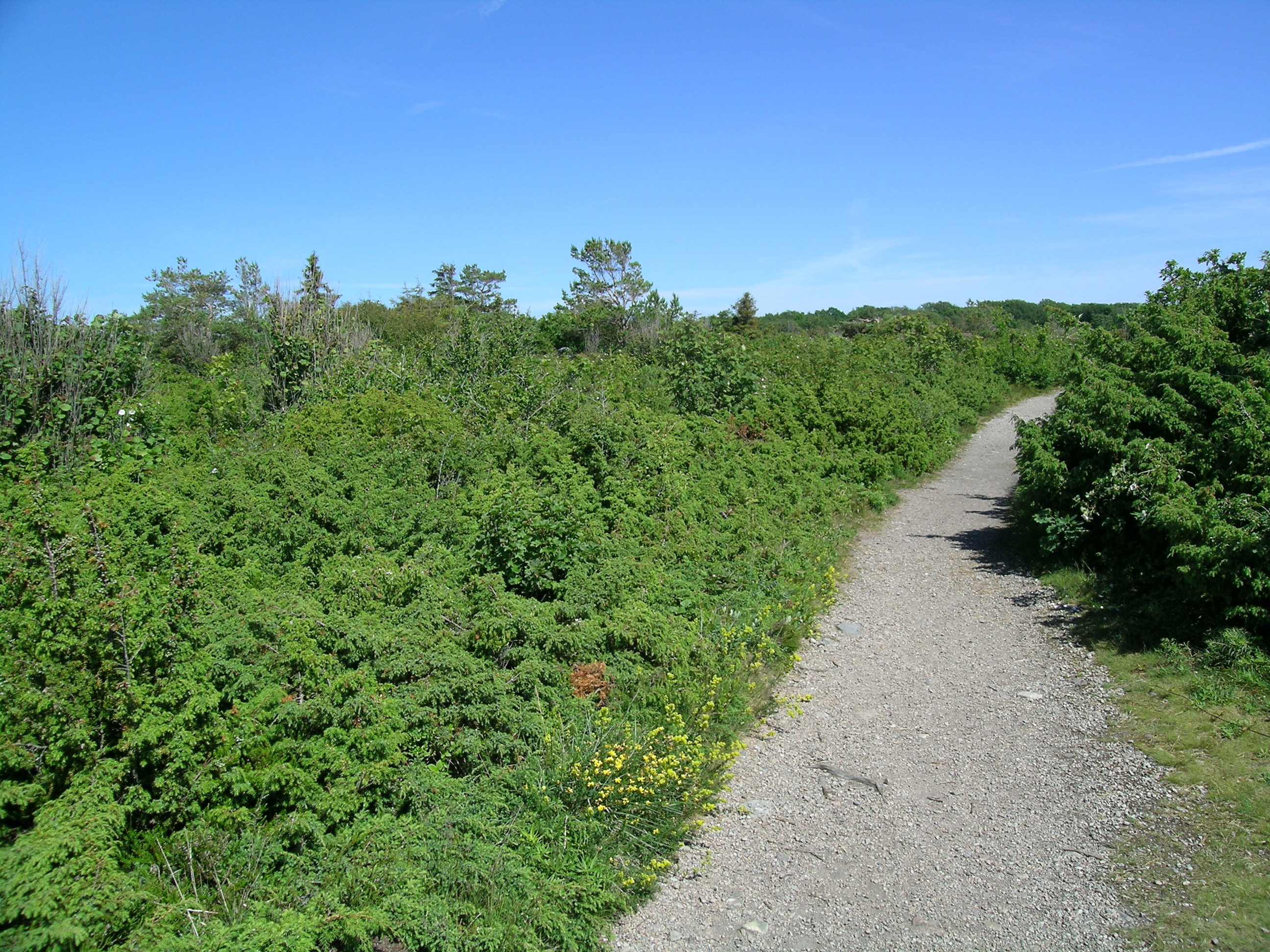
Genévrier

### Source de la traduction
- (no) Cet article est partiellement ou en totalité issu de l’article de Wikipédia en norvégien intitulé « Mølen » (voir la liste des auteurs).